# Oligoxystre dominguense
Oligoxystre dominguense är en spindelart som beskrevs av Guadanucci 2007. Oligoxystre dominguense ingår i släktet Oligoxystre och familjen fågelspindlar. Inga underarter finns listade i Catalogue of Life.